# تيريسا هيلينا هيجنسون
تيريسا هيلينا هيجنسون (بالإنجليزية: Teresa Helena Higginson)‏ هي عابدة كاثوليكية بريطانية.

## حياتها
وُلدت هيجينسون في هوليويل بمقاطعة فلينتشير في ويلز في عام 1844. كان والدها روبرت فرانسيس هيغينسون كاثوليكيًا بينما غيرت أمها دينها إلى الكاثوليكية على يد أحد الكهنة اليسوعيين. ذهبت هيغينسون وهي بسن العاشرة في مارس عام 1854إلى مدرسة الدير في نوتنغهامهي وشقيقاتها الثلاثة، ثم أصبحت مدرسة في بوتل.
تمتعت تيريزا بشخصية مسيطرة نابضة بالحياة وقوة الإرادة حيث كانت بمجرد أن تحدد رأيها فإنها تفعله. في سن الثالثة، شغفت بسرّ الثالوث المبارك والشعور المحاط بالسلطة والعظمة كاملين، ووهبت نفسها خادمةً لله كطفلة. وفي سن مبكرة، بعد تجاهل دعاء والدتها أصبحت تيريسا مستاءة جدًا لدرجة أنها أخبرت أحد الكهنة الزائري، سميث.
خلال حياتها، نزفت يد وأرجل هيغينسون بطريقة تُعرف باسم «الندبات»، حيث كانت تدخل في نوبات من العبادة والصلوات التي تستمر لأيام في محاولة «لإعادة تمثيل» المشاهد الموجودة في درب الصليب بعنف.
تُوفيت هيجينسون في تشودلي وأعلنتها الكنيسة خادمة من خادمات الله.

## تراثها
تمت مناقشة احتمالية ترشيح هيجينسون كمرشحة محتملة لإعلان القداسة في عام 1928. توجد العديد من الرسائل التي كتبتها هيغينسون في أرشيفات دير سانت أوغسطين برامزجيت مع نسخ مكررة في كاتدرائية ميتروبوليتان للمسيح الملك بليفربول.

## روابط خارجية
- bnf.fr